# Hirschhorn (Adelsgeschlecht)

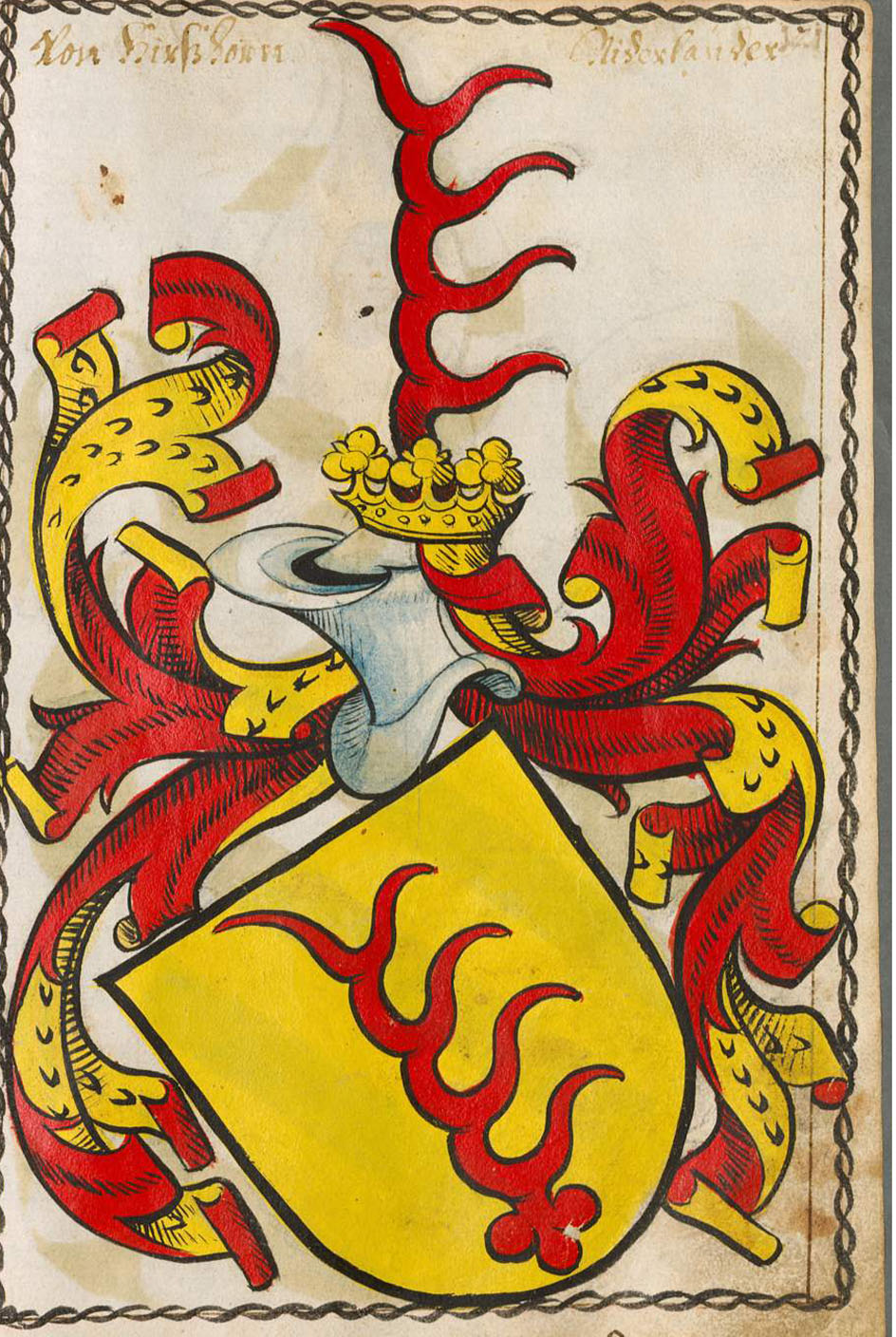
Wappen der Herren von Hirschhorn aus Scheiblers Wappenbuch

Die Herren von Hirschhorn waren eine ritterliche Familie mit Stammsitz Hirschhorn, die zahlreiche Güter im Tal des unteren Neckars, im Kleinen Odenwald, im Kraichgau und am Rhein besaß. Die umfangreichen Besitztümer gingen vor allem auf Erwerbungen von Engelhard I. und seinem Enkel Hans V. von Hirschhorn im 14. und frühen 15. Jahrhundert zurück. Die Familie starb 1632 im Mannesstamm aus. Das Wappen der Familie zeigt eine aufgerichtete Hirschstange mit fünf Enden.

## Geschichte

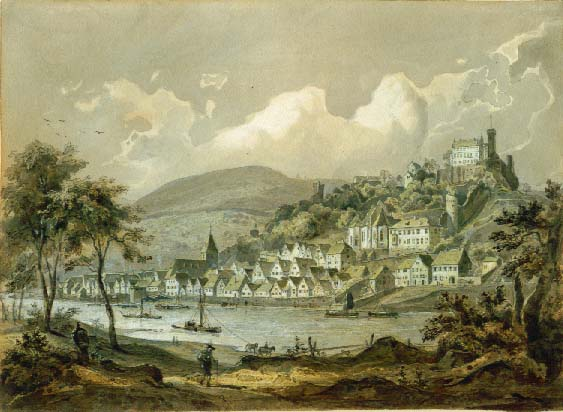
Der einstige Stammsitz Burg Hirschhorn

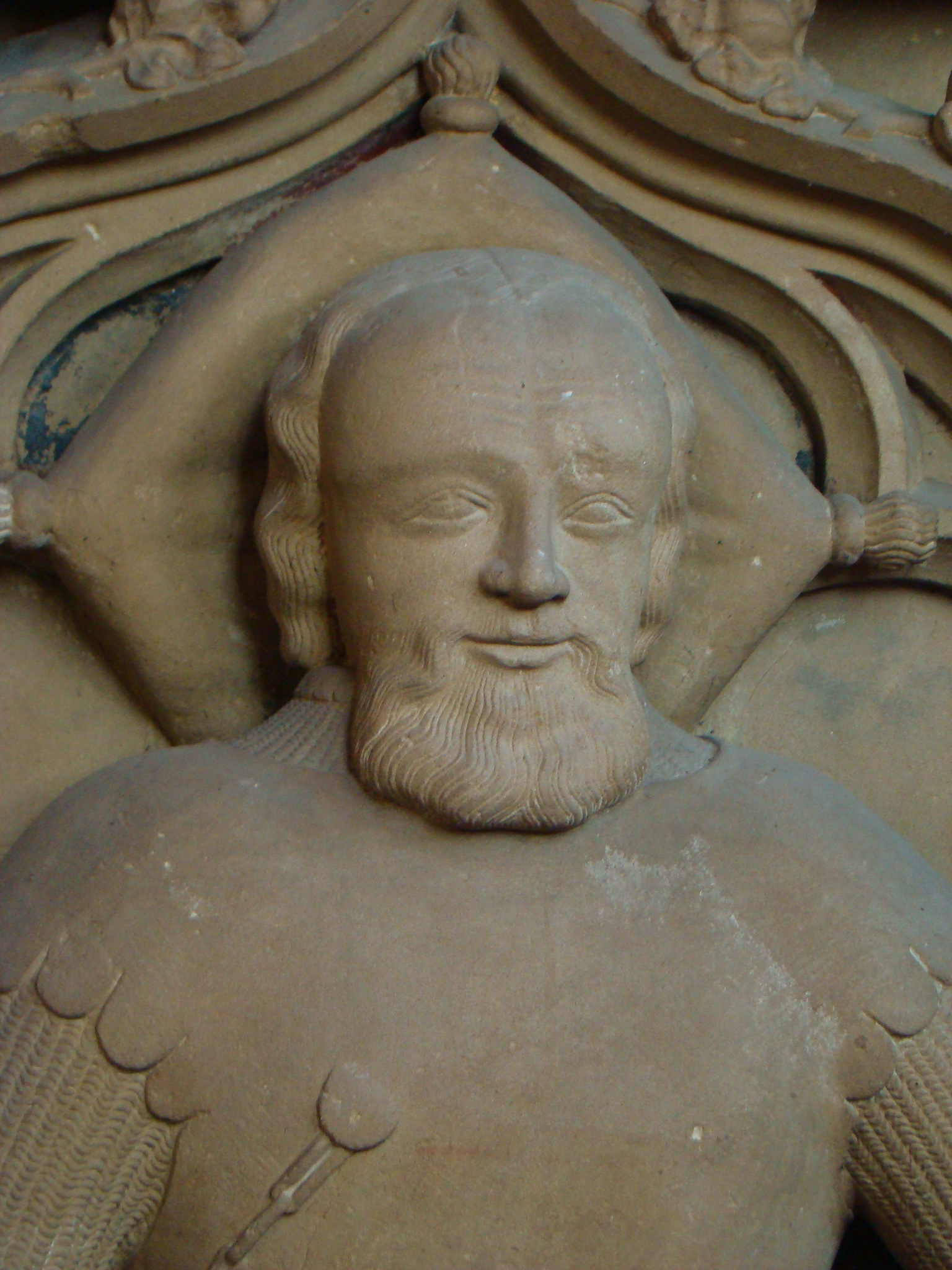
Engelhard I. von Hirschhorn († 1361), Detail seines Epitaphs in der Ersheimer Kapelle

### Abstammung und erste Nennung
Die Herren von Hirschhorn werden 1270 mit Johann von Hirschhorn erstmals genannt. Ihren Stammsitz hatten sie in Hirschhorn, wo sie um 1220 die Burg Hirschhorn auf einem Lehen des Klosters Lorsch errichtet hatten. Die Herkunft der Familie liegt weitgehend im Dunkeln, allerdings gibt es Hinweise, wonach die Hirschhorner von den Herren von Harfenberg aus Heddesbach, einer Nebenlinie der Edelfreien von Steinach, abstammen oder mit diesen früh verschwägert gewesen sein könnten.

### Ausbau der Herrschaft unter Engelhard I. um 1350
Albrecht von Hirschhorn, der Sohn des 1270 erwähnten Johann, erhielt 1314 von Rudolf I. die von den verarmten Harfenbergern an die Pfalzgrafschaft gegangene Harfenburg in Heddesbach als Pfand. Albrechts Sohn Engelhard I. von Hirschhorn (nachgewiesen 1336–1361) war Geldgeber mehrerer Herren und erhielt von diesen umfangreiche Pfänder. Von Pfalzgraf Ruprecht I. erhielt er unter anderem Sinsheim, Mosbach, Weißenburg, Meckesheim, Ober-Schönmattenwag, 1353 außerdem Neckarau und Burg Rheinhausen mit dem zugehörigen Dorf Mannheim. Von Mainz erhielt er 1356 Starkenburg, Heddesheim und Bensheim. Kaiser Karl IV. verpfändete ihm 1360 die Stüber Zent, einen etwa den gesamten Kleinen Odenwald umfassenden Landstrich mit all seinen Orten. Durch die Übernahme des so genannten Lindenberger Lehens von Conrad IV. von Erbach, das die Feste Lindenberg und verschiedenen Besitz und Rechte in den Dörfern Gönheim, Alsheim, Gronau, Walsheim, Maudach, Flomersheim, Heßheim, Königsbach, Ruppertsberg, Ellerstadt und Haselbach umfasste, gelang es Eberhard I. auch, auf dem linken Rheinufer Fuß zu fassen. 1355 erwarb er außerdem die gesamte Herrschaft Bebenburg mit 24 Ortschaften und 1350 vom Johanniterorden das Tempelhaus in Neckarelz. Auf Engelhard I. geht weiterhin auch der umfangreiche Ausbau der Burg Hirschhorn, die Burgkapelle und die Erneuerung der Ersheimer Kapelle zurück, in der er auch 1361 beigesetzt wurde. Laut einer Urkunde vom 8. Oktober 1358 hatten Engelhard von Hirschhorn und seine Gattin Elisabeth dem neu gegründeten Liebfrauenstift Neustadt den Pfarrsatz zu Ellerstadt geschenkt, weshalb für sie alljährlich, den Tag nach St. Franziskus, am dortigen Sakramentsaltar, eine herrliche Messe zu singen sei bzw. dies nach ihrem Ableben an den Todestagen geschehen soll.

### Engelhard II. unter Reichsacht 1364–1383
Engelhards gleichnamiger Sohn führte nach dem Tod des Vaters zunächst dessen Expansionsbestrebungen fort, wurde danach aber in langwierige Fehden verwickelt, u. a. mit seinem vom Pfalzgrafen unterstützten Schwager Burkhard Sturmfeder als auch mit dem seit 1364 als Lehnsherren der Burg Hirschhorn auftretenden Bistum Mainz. Die Fehden mit dem Mainzer Erzstift drehten sich dabei auch mehrfach um eine Reliquie, den Finger des Hl. Georg, den Engelhard II. entwendet und nicht wieder herausgegeben haben soll. Durch seine diversen Fehden fiel Engelhard II. schließlich 1364 unter Reichsacht, wurde von Pfalzgraf Ruprecht gefangen genommen und bei seinem Schwiegervater Conrad IV. von Erbach jahrelang in Gefangenschaft gehalten. Während der Zeit der Reichsacht ging ein Teil des Hirschhorner Besitzes verloren, so z. B. 1378 die Stüber Zent an die Kurpfalz. Die Reichsacht wurde erst nach knapp 20 Jahren durch den römisch-deutschen König Wenzel 1383 aufgehoben.

### Blüte unter Hans V. um 1400

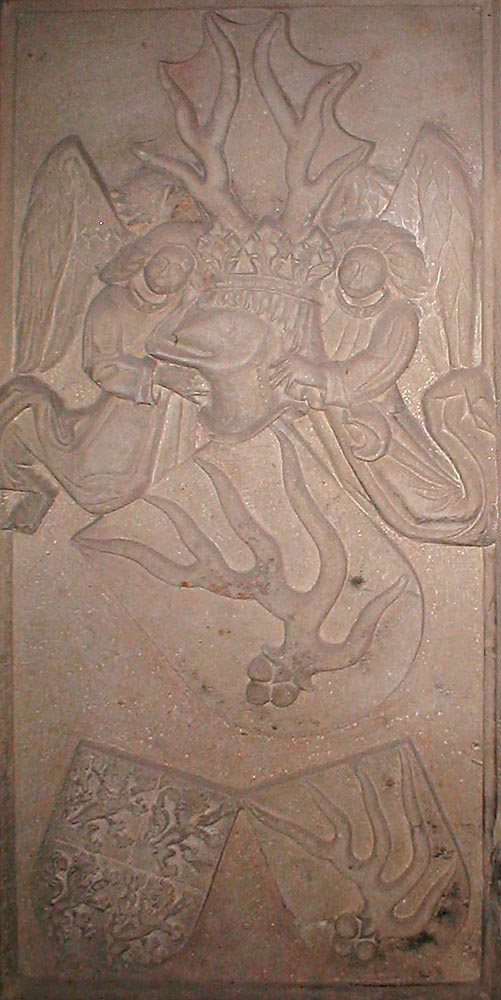
Grabmal für Hans V. und Philipp I. in der Klosterkirche Hirschhorn

Dem Sohn Eberhards II., Hans V. von Hirschhorn († 1426), gelang es, den durch die Reichsacht des Vaters verkleinerten Besitz wieder zu mehren und ihn auf ein neues Höchstmaß auszudehnen. Hans V. war Jurist und pfalzgräflicher Hofmeister, außerdem Rat in mehreren Städten (u. a. in Mainz, Worms, Speyer, Straßburg und Frankfurt). Nach der Wahl des Pfalzgrafen Ruprecht III. zum deutschen König im Jahr 1400 war Hans V. für rund zehn Jahre königlicher Gesandter, nach dem Tod des Königs 1410 war er neben dem Speyerer Bischof Raban von Helmstatt unter den Vollstreckern seines Testaments. Hans V. erhielt für geliehene Geldmittel zahlreiche Pfänder. 1403 wurde er gemeinsam mit seinem Bruder Eberhard mit der 1364 geschleiften und zwischenzeitlich teilweise neu erbauten Zwingenburg belehnt, die dann unter den Hirschhorner wieder vollends aufgebaut wurde. Nach 1403 erwarben die Hirschhorner von den vormaligen Besitzern, den verarmenden Herren von Zwingenberg, praktisch deren gesamte frühere Herrschaft Zwingenberg, die aus im Umland verstreuten Gütern bestand. Auf Hans V. geht außerdem das 1393 verfasste und 1411 bestätigte Hirschhornische Hausgesetz zurück, das den Stammsitz, die Burg und das 1391 zur Stadt erhobene Hirschhorn, als unteilbaren Familienbesitz festschrieb und für den restlichen Besitz Verpfändungen sowie Abtretungen als Wittum verbot. Gemeinsam mit seiner Frau Iland geb. Wild- und Rheingräfin zu Dhaun († 1431), seinen Brüdern Eberhard († 1420) und Conrad I. (Domherr zu Mainz und Kantor in Speyer; † 1413) sowie seinem Neffen Conrad († um 1409) stiftete er 1406 auch das Karmeliterkloster Hirschhorn. Die zahlreichen Erwerbungen und Stiftungen des Hans V. führten jedoch ab 1416 in seinen letzten zehn Lebensjahren auch zu einer wirtschaftlichen Krise der Familie.

### Finanzkrise im 15. Jahrhundert

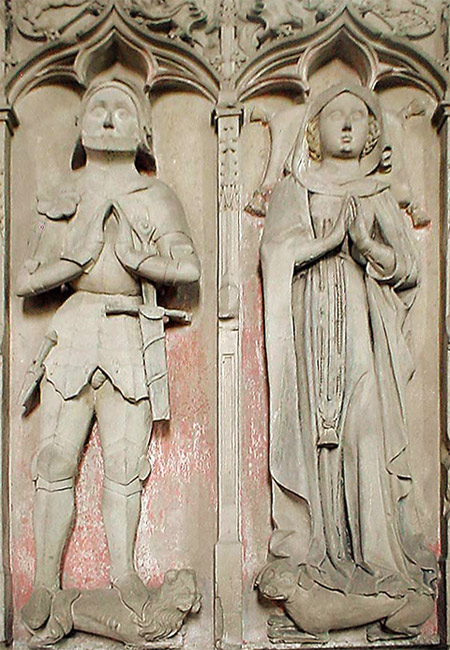
Grabmal für Melchior von Hirschhorn und Kunigunde von Oberstein, entstanden um 1475, in der Klosterkirche Hirschhorn

Unter Hans VI., dem Sohn Hans’ V., weitete sich die Finanzkrise aus, auch weil Hans VI. nach 1430 in eine langwierige Fehde mit dem Würzburger Bischof Johann II. von Brunn wegen Jahren zuvor geliehenen Geldes verwickelt wurde, in deren Verlauf der Bischof durch Hans VI. sogar zeitweise gefangen genommen wurde. Doch auch nach diesem Druckmittel blieben dringend benötigte Rückzahlungen und Zinszahlungen aus Würzburg aus, so dass die Brüder Hans VI. und Philipp trotz der Verbote im Hausgesetz Teile des Besitzes verpfändeten. Unter Philipps Söhnen Caspar, Melchior und Otto setzten sich Schulden und Verpfändungen fort, obwohl ihnen der Kurfürst 1462 und 1474 sogar die Erhebung einer Sondersteuer zum Abbau ihrer Schulden genehmigt hatte. Erst um 1500 scheint die Krise überwunden zu sein, als unter Caspars Sohn Hans VIII. von Hirschhorn wieder Neuerwerbungen zu verzeichnen waren. Hans VIII. erhielt auch die zwischenzeitlich an den Mosbacher Pfalzgrafen Otto II. abgetretene Zwingenburg als Erblehen zurück.

### Zeit der Reformation

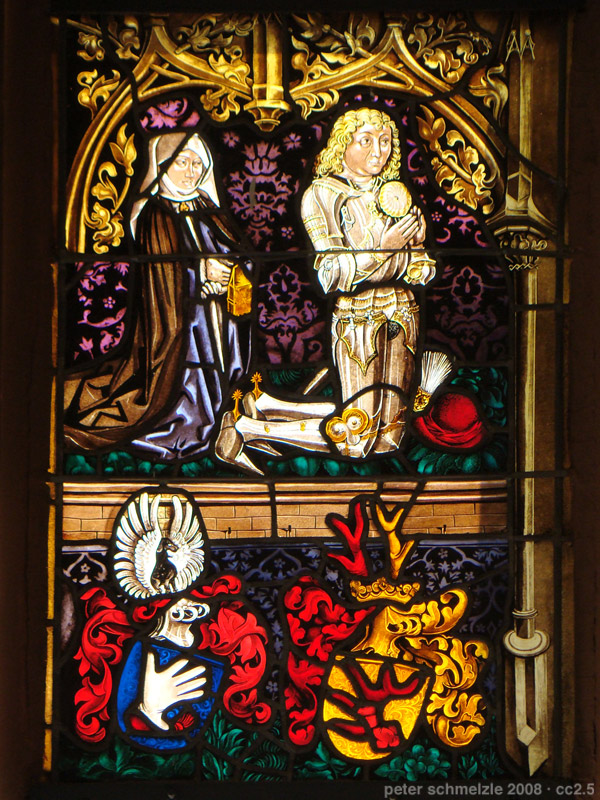
Otto von Hirschhorn und seine Gemahlin Margarete von Handschuhsheim

Die Söhne Hans’ VIII. waren Philipp II. († 1522), Georg († 1543) und Engelhard III. († 1529). Philipp II. wurde 1522 noch nach katholischem Brauch bestattet, während Engelhard III. bei seinem Tod 1529 bereits zum evangelischen Glauben übergetreten war. 1525 verboten die Hirschhorner den Klosterbrüdern die Ordenstracht, 1528 beriefen sie protestantische Prediger, die vom Kloster bezahlt werden mussten. Engelhards III. Sohn, Hans IX. von Hirschhorn († 1569), führte nach dem Tode Georgs 1543 die Reformation in seinem Herrschaftsgebiet vollends durch, auch indem er 1546 die katholische Messe verbot und letztlich das Kloster in Hirschhorn aufhob. Außerdem erließ er um 1558 eine einheitliche Rechtsordnung für seine Herrschaft. Da er der einzige männliche Nachkomme war und zur damaligen Zeit die Kindersterblichkeit hoch war, sicherte er trotz zweier junger Söhne 1556 seiner Tochter Marie, die mit Bernhard II. Göler von Ravensburg verheiratet war, das Recht der Lehensfolge für den Fall des Aussterbens der Familie im Mannesstamm zu.
Hans’ IX. Söhne, Ludwig I. und Philipp III. erreichten jedoch das Erwachsenenalter und hatten ihrerseits auch Söhne, so dass der Besitz zunächst weiter in der Familie blieb. Ludwig I. baute die mittelalterliche Burg in Hirschhorn zu ihrer heutigen Gestalt im Stil der Renaissance um.

### Erlöschen der Familie

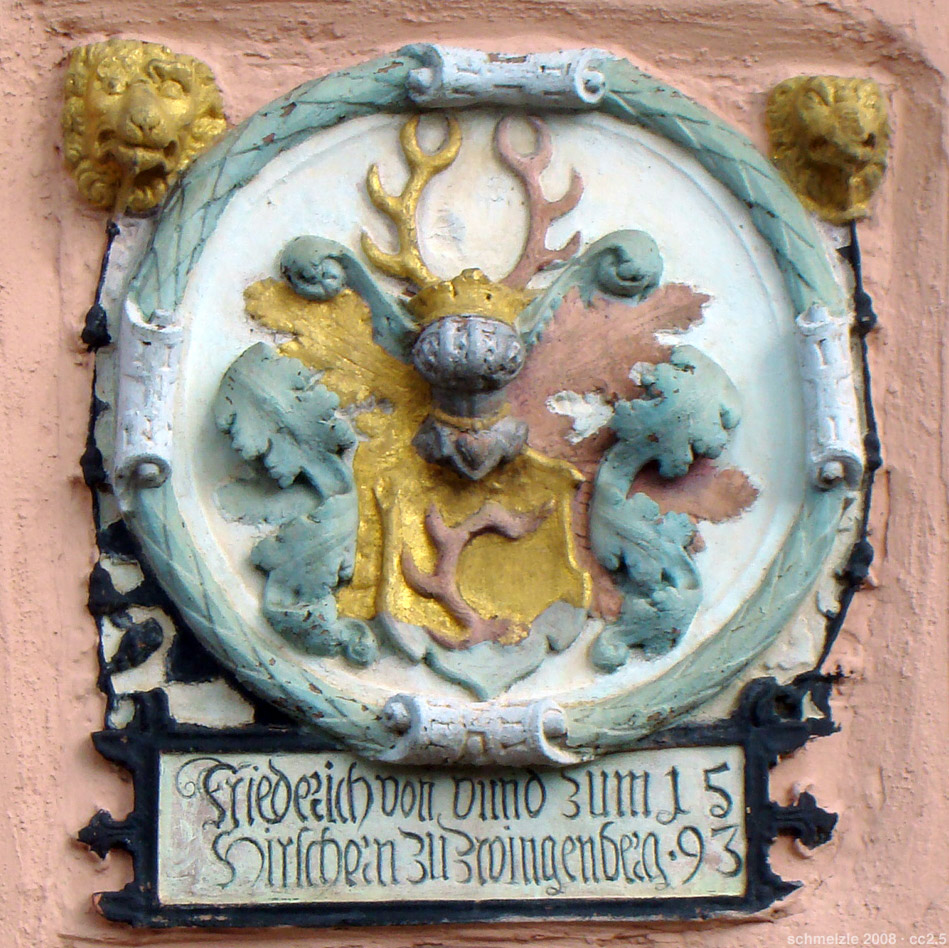
Wappen des Friedrich von Hirschhorn, datiert 1593, am Rathaus in Eschelbach

Ludwig I. († 1583) und sein Bruder Philipp III. († 1585) machten das aufgehobene Kloster in Hirschhorn zum Witwensitz ihrer Mutter, starben beide selbst erst 40-jährig und hinterließen minderjährige Söhne. Ludwigs Sohn Ludwig II. (1584–1618) kam erst nach dem Tod des Vaters zur Welt, Philipps Sohn Friedrich III. (1580–1632) war beim Tod des Vaters erst fünf Jahre alt. Das Leben der Neffen, die zunächst von Vormündern vertreten wurden, war von Tragik überschattet.
Friedrich III. hat bei einem Turnier in Heidelberg am 14. Dezember 1600 seinen Vetter, den 17-jährigen Johann V. von Handschuhsheim, den letzten Spross seines Geschlechts, so verwundet, dass dieser im Januar 1601 starb. Friedrich war in erster Ehe mit Ursula von Sternenfels verheiratet, die gemeinsamen Kinder verstarben jedoch alle im Kindesalter. Ludwig II. hatte einen Sohn, der 1607 im Kindesalter starb, während der Vater auch nur 34 Jahre alt wurde. Bereits mit dem Tode Ludwigs II. begannen 1618 Streitigkeiten um das Familienerbe, das die Witwe Ludwigs für eine überlebende Tochter beanspruchte, was Friedrich III. mit Verweis auf das Hausrecht von 1393 ablehnte.

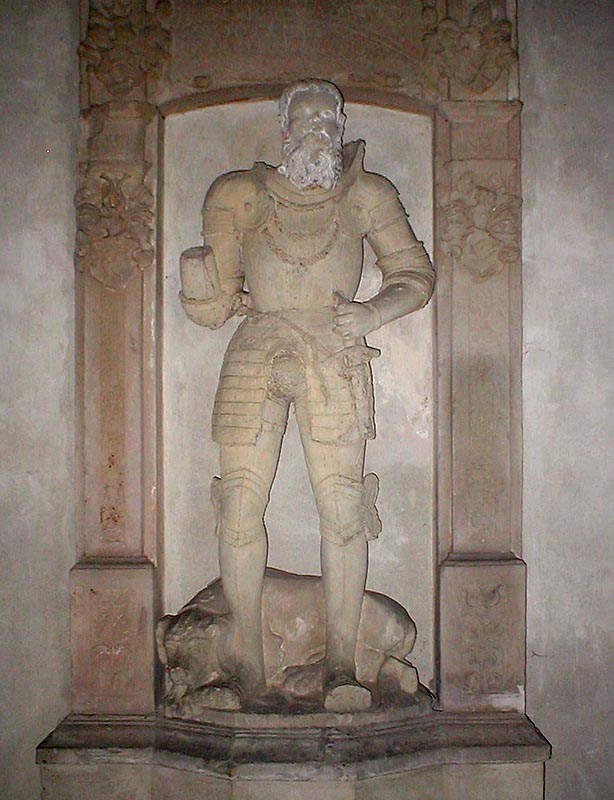
Hirschhorn-Epitaph in der Klosterkirche Hirschhorn

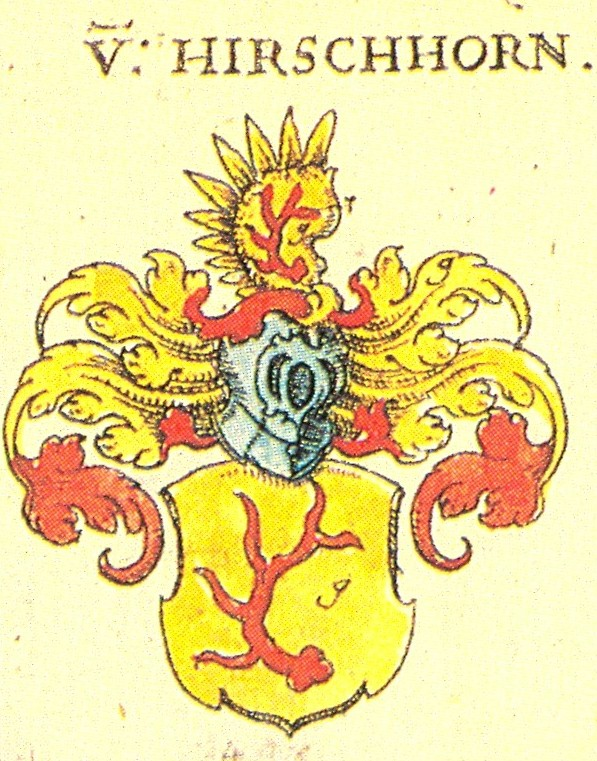
Wappen der Herren von Hirschhorn aus Siebmachers Wappenbuch

Nach Ausbruch des Dreißigjährigen Krieges musste Friedrich III. weitere Einschnitte erdulden. Die katholischen Kräfte erzwangen, dass das Kloster in Hirschhorn wieder eröffnet wurde, dessen Kirche damit nicht mehr der evangelischen Gemeinde des Ortes zur Verfügung stand, für die Friedrich ab 1628 eine neue Kirche, die Marktkirche in Hirschhorn, errichten ließ. 1629 starb seine erste Frau. In zweiter Ehe war Friedrich ab 1630 mit Agnes von Helmstatt verheiratet, im selben Jahr verfasste er wegen einer schweren Krankheit und angesichts des Fehlens eines Nachkommen sein Testament, in dem er seine Halbschwester Maria von Sternenfels mit dem gesamten Allodialbesitz und Erblehen begünstigte, wohingegen alle anderen Erben nur mit beweglichen Gütern bedacht wurden. Aufgrund des Kriegsgeschehens lebte das Paar zeitweilig im Schutz der Stadt Heilbronn. Ihr gemeinsamer, spätgeborener und einziger Sohn Anselm Casimir (* 1631 in Heilbronn) verstarb im August 1632 im Säuglingsalter, sechs Wochen später, am 22. September 1632 starb auch der Vater. Die Särge des Ritters und seines Sohnes wurden erst 1880 bei Renovierungsarbeiten in der Heilbronner Kilianskirche wiederentdeckt.
Zahlreiche Epitaphe und Stifterwappen der Familie sind in deren traditionellen Begräbnisstätten, der Karmeliter-Klosterkirche in Hirschhorn und der Ersheimer Kapelle, erhalten.

### Zerfall der Herrschaft
Beim Tode Friedrichs III. hatte dessen Allodial- und Lehensbesitz noch über 100 Dörfer umfasst. Nach seinem Tode zogen die Lehnsherren, darunter der Kaiser, die Kurpfalz, das Erzstift Mainz, das Bistum Speyer und das Bistum Würzburg, ihren Lehensbesitz wieder an sich, wobei es bereits dabei zu Streitigkeiten um die Zugehörigkeit bestimmter Gebiete kam. Die einzelnen Lehen gingen an verschiedene Herren. Das kaiserliche Lehen Rothenberg bei Hirschhorn und Finkenbach kam an den Grafen Adam Philipp XI. von Cronberg sowie bald darauf an dessen Erben Kraft Adolf Otto, das Kurpfälzer Lehen in Siegelsbach ging an Freiherr Franz Melchior von Wiser, das Lindenberger Lehen wurde vom Bistum Speyer teils an Johann Reinhard von Sötern vergeben, teils auch an den früheren hirschhornischen Registrator Ferdinand Feldgeschrey als Lohn für seine Klärung der Lehensverhältnisse. Ein Speyrer Lehen ging an Wolfgang Hartmann von Dalberg. Hirschhorn selbst kam an Rudolf Raitz von Frentz, danach an die von der Recke und war ab 1700 noch für ein Jahrhundert Mainzer Amtssitz, doch verfielen Burg und Stadt zusehends.
Ein Rechtsstreit zwischen der Kurpfalz und den Herren Göler von Ravensburg um ihnen aus dem Testament von 1556 zustehende Anteile an der Zwingenburg zog sich bis 1746 hin. Die Anteile wurden schließlich den Göler zugesprochen, um anderntags von der Kurpfalz zurückgekauft zu werden.